# Bahía de Dalian
La bahía de Dalian (antiguamente bahía de Talien) es una bahía más o menos rectangular que constituye un brazo de la bahía de Corea. Se orienta paralelamente a la costa sureste de la ciudad portuaria de Dalian. La ciudad de Dalian está emplazada en el más angosto istmo de la península de Liaodong, en la provincia china de Liaoning. Junto con la bahía de Chin-chou en el lado opuesto del istmo, las dos bahías hacen de Dalian un lugar casi único al tener dos puertos opuestos, uno por el este (la bahía de Dalian) y otro por el oeste (la bahía de Chin-chou).